# Comté de McLean (Kentucky)
Pour les articles homonymes, voir Comté de McLean.
Le comté de McLean est un comté de l'État du Kentucky, aux États-Unis. Son siège est Calhoun.
Fondé le 6 février 1854, il a été nommé d'après Alney McLean, membre de la Chambre des représentants des États-Unis de 1819 à 1821.